# İslâm III Giray
İslâm III Giray (1604 – 10 de juliol 1654) fou kan de Crimea (1644-1654) germà i successor de Mehmed IV Giray. Fou designat pel sultà otomà Ibrahim I. El seu regnat fou una època de prosperitat.

## Joventut
De jove va participar en les guerres contra el Regne de Polònia i fou presoner dels polonesos durant set anys. Després fou per un temps (1637-1641) khalgay del seu germà Bahadur I Giray. Ja en el camí va prendre les primeres decisions: va fer matar el governador de Gosleve; després va donar suport a Antonak Beg per recuperar el tron de Circàssia i va matar el seu germà Hakashmak Beg. Va nomenar khalgay a Krim Giray i va confirmar a Ghazi Giray com a nureddin. El càrrec de bashaga o comandant dels begs fou per Sefer Agha. Krim Giray va morir al cap de poc i Ghazi Giray va ocupar el seu lloc.

## Govern del Kanat
Va estar en guerra contra el Regne de Polònia. El hetman dels cosacs zaporoges Sinovi Bogdan Khmelnitski, havia estat esclau a Polònia de jove però alliberat el 1622 sent fet oficial de la guàrdia pel rei; es va establir llavors a Subotof. Czaplinski Podstaroski de Chigrin, que l'envejava, li va confiscar la propietat i va ultratjar a la seva dona empresonant al fill; Khmelnitski va apel·lar a la Dieta polonesa que li va donar com a compensació uns diners el que es va prendre com un insult; es va dirigir al Dnièster on era prou conegut i va explicar el que passava i fou elegit hetman dels cosacs zaporoges; el primer que va fer fou matar a tots els polonesos al seu abast; es va aliar als cosacs dels Don (el subsidi que pagava Polònia a aquests, s'havia retardat) i va fer una proclama a tots els cosacs per defensar els seus drets i als camperols a trencar les cadenes de la servitud; els polonesos el van atacar però amb suport dels tàtars els va derrotar en la batalla de Sheldawoda a la riba del Sheshkoi; els que no van morir foren fets presoners i portats com esclaus a Crimea.
Khmelnitski va marxar contra el principal exèrcit polonès (cinc mil homes) amb les seves forces que eren uns sis mil; sorpresos els polonesos en una situació dolenta en zona pantanosa, es van haver de rendir als tàtars. Es van iniciar converses de pau que no van reeixir i els cosacs i tàtars van tornar a atacar les zones frontereres poloneses: sobtadament van aparèixer a Poliaska que van ocupar. Khmelnitski va aconseguir diversos èxits i va arribar a reunir un exèrcit de 300.000 homes entre tàtars, cosacs i camperols revoltats; llavors va entrar a Lemberg (actual Lviv) i a la fortalesa de Barasa i va imposar contribucions a diverses ciutats; després va anar a Kíev on diversos notables li van retre homenatge i fou anomenat "alliberador" i "generalíssim". Havent mort el rei polonès Vladislau, la Dieta va elegir a Joan Casimir que havia estat diplomàtic, presoner francès, jesuïta, i cardenal. Immediatament va intentar arranjar la pau; al mateix temps Polònia i Rússia es queixaven a la Porta dels atacs tàtars (1646) i el govern otomà va fer alliberar a 8.000 presoners dels tàtars, la majoria russos.
El sultà encoratjava de fet la revolta cosaca; els hospodars de Moldàvia i Valàquia i els nogais de Bessaràbia enviaven ambaixadors a Khmelnitski; el sultà va ordenar als paixà de Silistria i al kan de Crimea d'ajudar-lo. El kan va reunir el 1649 unes forces de 100.000 homes que es van unir a 200.000 cosacs i camperols i van atacar Zbaras; la batalla contra els polonesos no va tenir guanyador clar i la ciutat va resistir; es van obrir negociacions i es va pactar una treva; un tractat separat es va fer entre Polònia i el kan al qual els polonesos anomenaven "khan de les grans hordes dels circassians, nogais, petiorians, perekopians i tàtars de Crimea"; en el tractat Polònia pagaria als tàtars un tribut anual de 300.000 florins, i amnistiaria als cosacs presoners; als cosacs els restablia tots els seus privilegis; pel seu costat Crimea renunciava a atacar Polònia. Els cosacs havien obtingut el dret de conservar la seva religió i que el palatí de Kíev seria un grec ortodox, però el regne polonès no estava disposat a complir els acords.
Els cosacs van seguir cooperant amb els tàtars; un contingent cosac va ajudar al kan en la seva guerra victoriosa a Circàssia i després en el conflicte de Crimea amb Rússia; després va seguir un conflicte del hetman amb l'hospodar de Moldàvia en què els tàtars el van ajudar i van rebre una compensació en diners. Llavors van intervenir els polonesos que van reunir un exèrcit de 300.000 homes incloent contingents del seu feudatari, el duc de Curlàndia, i del marcgravi de Brandenburg; els cosacs i tàtars van reunir una força similar; els dos exèrcits es van trobar a Berester al Stira i els poloneses van obtenir la victòria. El kan i Khmelnitski van fugir i l'estendard del primer fou capturat; això va portar a un conflicte de retrets entre els dos derrotats i el kan va fer presoner al hetman i va planejar entregar-lo a Polònia a canvi dels tàtars presoners (entre els quals diversos prínceps i notables). Els cosacs pel seu costat foren assetjats a una zona pantanosa i van haver de demanar el perdó que els fou ofert sota unes condicions que no van acceptar i finalment els que no van poder fugir foren aniquilats. El hetman fou alliberat pel kan a canvi d'un rescat i va reagrupar als cosacs fent un tractat amb Polònia que era menys dur que les condicions que s'havia proposat als cosacs doncs els permetia tenir 20.000 homes en armes (abans 12.000) i els reconeixia els palatinats de Kíev, Braklaf i Txernigof, i podien conservar la religió grega. Els cosacs van començar a emigrar a l'est del Dnièper (zona deshabitada però reclamada per Rússia) i van formar cinc agrupacions cosaques (Aktirka, Karkof, Isium, Sumi i Ostrogoisk).
La pau entre Polònia i els cosacs era poc més que una treva ramada i la guerra va tornar a esclatar; els cosacs es van aliar com abans als tàtars i es va lliurar una gran batalla a Schwanez; aquesta vegada cosacs i tàtars van aconseguir la victòria; el rei polonès va haver de pagar rescat al kan tàtar. Von Hammer explica que el 1653 l'exèrcit polonès comptava amb 20.000 alemanys i que els tàtars van anar a trobar aquest exèrcit passant per Frengkerman, creuant el Dnièper (en tàtar usu o uzes) i es va dirigir cap al Buh Occidental, rebent allí diversos honors del sultà otomà; els tàtars van assolar el país fins a Bar i Kaminetz i hi va haver diversos enfrontaments fins que l'hivern va posar fi als xocs i el kan va oferir condicions de pau als polonesos fent-se una conferència de pau a Kaminetz i arribant-se a un acord (es creu que Polònia es va obligar a fer la guerra a Rússia en aliança amb el kan) si bé els tàtars no el van respectar i van fer saquejos fora de control que van afectar la ciutat de Constantinov i altres pobles més petits entre el Dnièster i el Sireth. Les fonts poloneses diuen que els tàtars es van emportar més de 500 presoners; els saquejos van afectar fins i tot a terres dels seus aliats cosacs.
L'aliança polonesa-tàrtara era un perill per Khmelnitski i els cosacs van optar per posar-se sota protecció de Rússia. Per un tractat signat a Pereislav el 6 de gener de 1654 els cosacs van transferir la seva submissió a Rússia a canvi de preservar els privilegis i que el metropolità de Moscou no tindria autoritat sobre ells, podrien traficar amb begudes alcohòliques (cervesa, hidromel i brandi i tindrien dret a elegir al seu propi hetman (que seria confirmat pel tsar); a més no podrien asilar a refugiats russos i aportarien un contingent de soldats al tsar de 60.000 homes.
Islam III Giray va morir el juliol de 1654. La Porta el va succeir restablint al seu germà Mehmed IV Giray.